# Fia-Stina Sandlund
Linda Fia-Stina Sandlund, född 4 april 1973, är en svensk konstnär och regissör.
Fia-Stina Sandlund utbildade sig på fotohögskolan i Göteborg 1998–2000 och på Konstfack i Stockholm 2000–2003. Hon bor och arbetar i Stockholm och New York.
Sandlund är känd för politiskt laddade performancekonstverk, filmer och installationer. Hon analyserar olika former av förtryck och ojämlikhet i samhället. År 2001 sprang hon med Joanna Rytel i gruppen Unfucked Pussy  upp på scenen under Fröken Sverigegalan och vecklade ut en banderoll med texten ”Gubbslem”. Mellan åren 2007 och 2015 arbetade hon med en långfilmstrilogi baserad på August Strindbergs Fröken Julie.  

## Verk i urval
- Han kom, han såg, han segrade, 2001, ett monument över hennes funktionshindrade lillebror, som dog i cancer
- Konstnärsklubben, 2003, installation om bristen på jämställdhet i konstnärsvärlden
- My Business With The Bikini King, 2005
- She’s Blonde Like Me, 2010, långfilm
- She’s Staging It, 2011, långfilm
- The Gold Bug, 2014, långfilm tillsammans med den argentinske regissören Alejo Mogulliansky
- She's wild again tonight, 2015, långfilm